# Казунцей
Казунцей (итал. casunziei, вен. casonciei, ладинск. casanzes, цимбр. csanzöi) — ладинское название для разновидности изделия из теста с начинкой, наподобие равиоли или вареника, сложенного в форме полумесяца. Относится к итальянской пасте. Обычно эти изделия из теста готовятся в домашних условиях и типичны для кулинарных традиций Венеции, Доломитовых Альп, в северо-восточной части Италии, особенно в провинциях Беллуно, Больцано и Тренто.
Вырезанные из тонкого листа теста квадратные или круглые кусочки, диаметром около 4-5 см, сложены пополам и спрессованы вместе по краям, как равиоли.
Предварительно приготовленная и мелко измельченная начинка варьируется от региона к региону и обычно включает овощи и сыр рикотта. Оригинальные рецепты из Кортина-д’Ампеццо: «красный» вариант (ладинск. casanzes rosc) со свёклой, картофелем и красным веронским турнепсом; и «зелёный» (ладинск. casanzes verdes) со шпинатом и дикорастущим шнитт-луком в начинке. Другие разновидности имеют начинку из тыквы или редьки. В начинку могут входить другие ингредиенты, например, ветчина, грибы, другие виды сыра, семена мака и т. д. В частности, casunziei all’ampezzana имеют начинку из красного и жёлтого турнепса и обычно подаются с топлёным маслом, семенами мака и сыром пармезан. Есть варианты подачи с топлёным маслом со вкусом шалфея или соусом на основе редьки.
В Ченчениге-Агордино казунцей, подаваемые с молотым маком и медом, были традиционным блюдом в канун Рождества.